# IBM Information Management Software
IBM Information Management Softwareは、IBMのソフトウェア事業部のブランドの1つで、データベースやビジネスインテリジェンスなど、情報の管理・統合・分析などのソフトウェア製品群である。

## 主な製品
- データベース（RDBMS）
  - IBM DB2 - 基幹RDBMS
  - IBM Informix Dynamic Server(IDS) - 戦略的RDBMS
  - IBM solidDB - インメモリ型RDBMS
- Enterprise Content Management - ビジネス向けのコンテンツ管理システム
  - IBM FileNet
  - IBM Contents Manager - 旧称 DB2 Contents Manager
- IBM OmniFind - 検索およびテキスト分析ソフトウェア
- IBM pureQuery - データアクセスプラットフォーム
- IBM RFID Information Center (RFIDIC) - サプライチェーンにおける製品追跡ソフトウェア
- IBM InfoSphere software - インフォメーションオンデマンド（データ統合・分析など）の製品群[1]
  - IBM Cognos - ビジネスインテリジェンスおよびパフォーマンス管理ソフトウェア
  - IBM WebSphere DataStage - ETLツール
  - 他

## その他
- IBM Cloudscape - Java用の組み込みRDBMS。IBMがApacheソフトウェア財団に寄贈後、2007年に販売停止[2]

## 参照
1. ↑  日本IBM、「InfoSphere」を国内で初披露 - マイコミジャーナル
2. ↑  Changes in Cloudscape Availability and Support - IBM